# Brasileiro de Marcas
O Brasileiro de Marcas é uma categoria automobilística brasileira criada em 2011, de forma a substituir o Campeonato Brasileiro de Marcas e Pilotos disputado entre os anos de 1983 a 2009. Conta com o patrocínio da Petrobras. O campeonato é disputado em oito etapas, pelos principais autódromos brasileiros, com duas provas por etapa, totalizando 16 provas ao final da temporada.
A disputa ocorre entre carros com 300 cavalos e tração dianteira, sendo o maior e mais importante campeonato de veículos com tração dianteira no país.

## História

### O novo Brasileiro de Marcas
O retorno do campeonato aconteceu em 2011, organizado pela Vicar (organizadora da Stock Car Brasil), com participação de diversos times e pilotos da Stock Car Brasil.
As equipes Chevrolet, Ford e Honda participam oficialmente da primeira temporada pós-retorno, e a Toyota participou de forma parcial.
Na temporada de 2012, a Mitsubishi entrou com o Mitisubishi Lancer GT, a Honda trocou para o Honda Civic de 9ª geração, a Chevrolet competiu com o Chevrolet Cruze, substituindo o Chevrolet Astra, e a Toyota participou de forma oficial com o Toyota Corolla XRS.
Em 2015 a Renault entrou no campeonato com o Fluence. Em 2016 os direitos de transmissão foram adquiridos pelo canal Esporte Interativo. Em 2017 houve a saída da Honda.

## Marcas participantes

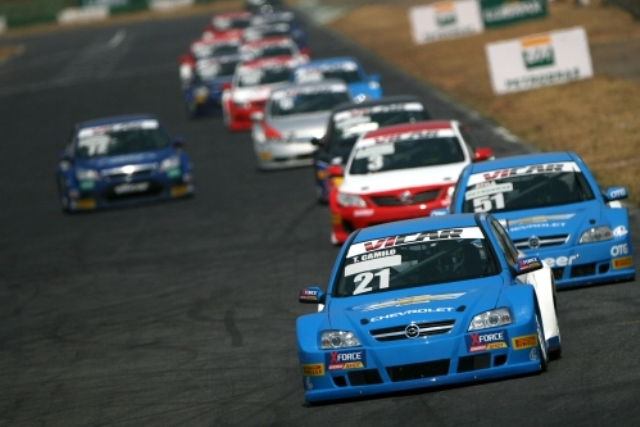
Thiago Camilo liderando a etapa de Brasília em 2011

Chevrolet
- Chevrolet Astra: 2011
- Chevrolet Cruze: 2012–2018

Ford
- Ford Focus: 2011–2018

Honda
- Honda Civic 8ª geração: 2011
- Honda Civic 9ª geração: 2012-2016

Mitsubishi
- Mitisubishi Lancer GT: 2012–2014

Toyota
- Toyota Corolla: 2011
- Toyota Corolla XRS: 2012–2018

Renault
- Renault Fluence: 2015-2018

## Pontuação
| Posição | 1  | 2  | 3  | 4  | 5  | 6  | 7 | 8 | 9 | 10 | 11 | 12 | 13 | 14 | 15 |
| ------- | -- | -- | -- | -- | -- | -- | - | - | - | -- | -- | -- | -- | -- | -- |
| Pontos  | 25 | 20 | 16 | 14 | 12 | 10 | 9 | 8 | 7 | 6  | 5  | 4  | 3  | 2  | 1  |

## Campeões

### 1983–2009
| Temporada | Pilotos                                                                              | Carro                    |
| --------- | ------------------------------------------------------------------------------------ | ------------------------ |
| 1983      | Antonio da Matta                                                                     | Fiat 147                 |
| 1984      | Jayme Figueiredo Xandy Negrão                                                        | Volkswagen Voyage        |
| 1985      | Turbo: Fábio Greco / Lian Duarte Aspirado: Alládio Teixeira Jr.                      | Ford Escort              |
| 1986      | Armando Balbi Xandy Negrão                                                           | Volkswagen Passat        |
| 1987      | Turbo: Clemente Faria / Vinicius Pimentel Aspirado: Antonio da Matta / Gunnar Volmer | Volkswagen Passat        |
| 1988      | Andreas Mattheis                                                                     | Volkswagen Passat        |
| 1989      | Antonio da Matta Gunnar Volmer                                                       | Volkswagen Passat        |
| 1990      | Andreas Mattheis Ricardo Cosac                                                       | Volkswagen Passat        |
| 1991      | Paulo Gomes Claudio Girotto                                                          | Volkswagen Passat Voyage |
| 1992      | Andreas Mattheis Paulo Judice                                                        | Ford Escort              |
| 1993      | Andreas Mattheis Paulo Judice                                                        | Ford Escort              |
| 1994      | Div. A: Egon Herzfield / Vicente Daudt Div. B: Marcos Pegoraro / Henrique Zornig     | Ford Escort              |
| 2004      | Rodrigo Navarro                                                                      | Volkswagen Gol           |
| 2005      | Rafael Iserhard                                                                      | Chevrolet Corsa          |
| 2006      | Fabio Ebrahim                                                                        | Volkswagen Gol           |
| 2007      | Geraldo Sermann                                                                      | Volkswagen Gol           |
| 2009      | Marco Romanini                                                                       | Volkswagen Gol           |

### 2011–presente
| Temporada | Piloto           | Carro           | Fabricante | Equipe           | Vice              | Carro           | Fabricante | Equipe          |
| --------- | ---------------- | --------------- | ---------- | ---------------- | ----------------- | --------------- | ---------- | --------------- |
| 2011      | Thiago Camilo    | Chevrolet Astra | Chevrolet  | Full Time Sports |                   |                 |            |                 |
| 2012      | Ricardo Maurício | Toyota Corolla  | Toyota     | Full Time Sports |                   |                 |            |                 |
| 2013      | Ricardo Maurício | Honda Civic     | Honda      | JLM Racing       |                   |                 |            |                 |
| 2014      | Ricardo Maurício | Honda Civic     | Honda      | JLM Racing       |                   |                 |            |                 |
| 2015      | Vítor Meira      | Honda Civic     | Honda      | JLM Racing       | Gustavo Martins   | Honda Civic     | Honda      | JLM Racing      |
| 2016      | Nonô Figueiredo  | Chevrolet Cruze | Chevrolet  | Onze Motorsport  | Gustavo Martins   | Honda Civic     | Honda      | JLM Racing      |
| 2017      | Vicente Orige    | Chevrolet Cruze | Chevrolet  | JLM Racing       | Nonô Figueiredo   | Chevrolet Cruze | Chevrolet  | Onze Motorsport |
| 2018      | Vicente Orige    | Chevrolet Cruze | Chevrolet  | JLM Racing       | Guilherme Reischl | Chevrolet Cruze | Chevrolet  | Onze Motorsport |

## Estatísticas
| Marca      | Temporadas* | Títulos | Vitórias | Poles |
| ---------- | ----------- | ------- | -------- | ----- |
| Fiat       |             | 1       |          |       |
| Volkswagen |             | 11      |          |       |
| Toyota     |             | 1       |          |       |
| Honda      |             | 3       |          |       |
| Ford       |             | 4       |          |       |
| Chevrolet  |             | 5       |          |       |

Estatísticas históricas são muito difíceis de se conseguir. Antes de 2011 só foram registradas temporadas para a marca vencedora.